# Västpreussen
För andra betydelser, se Preussen (olika betydelser).
Västpreussen (tyska: Westpreußen) var en preussisk provins mellan åren 1773 och 1919. Västpreussen inneslöts mellan Pommern i väster och Ostpreussen i öster samt mellan Östersjön i norr och Posen jämte Kongresspolen i söder.
Provinsens delades mellan Tyskland och Polen 1919 och efter andra världskriget införlivades hela provinsens territorier med Polen.

## Geografi och befolkning
Provinsen genomdrogs från väster till öster av baltiska höjdryggen eller sjöplatån, som Weichsel genombryter i en djup dalgång, vilken från södra gränsen till Montauer spitze, där Weichsel och Nogat skiljde sig, var 5-8 km. bred och på ömse sidor begränsades av 60 m. höga dalbranter, men längre ned vidgade sig till ett brett delta, som var utomordentligt bördigt. Det låg dock mycket lågt, t. o. m. delvis under havsytan, och skyddades mot floden av stora dammar, mot havet av dyner.
Högsta delen av höjdryggen låg väster om Weichsel, där Karthausplatån med det 331 m. höga Turmberg uppvisade ett vilt, av djupa dalgångar fårat och av barrskog bevuxet landskap, som bär namnet "Kasjubiska Schweiz". Den baltiska höjdryggen bildades under istiden vid den stora landisens avsmältning och tillbakaskridande mot norr. De vid isranden anhopade grusmassorna bildade ändmoränstråkens höjdkammar, medan därbakom grundmoränens småkulliga landskap utbredde sig och där framför vidsträckta, delvis skogbevuxna, sandfält bildats av istäckets smältvattensälvar. Liksom alla moränlandskap var även baltiska höjdryggen rik på sjöar. 
Vid en folkräkning 1910 angav 65 % av invånarna tyska som modersmål, 28 % polska och 7 % kasjubiska. Tyskarna utgjorde en överväldigande majoritet i staden Danzig medan resterande delar av provinsen i huvudsak beboddes av polacker.

## Förvaltning
I administrativt hänseende indelades provinsen i två regeringsområden: Danzig med nio och Marienwerder
med 14 kretsar. Den hade 55 städer, sände 13 ombud till tyska riksdagen och 22 till lantdagens andra kammare; i första kammaren var den representerad av 12 ledamöter.
Den evangeliska kyrkans angelägenheter förvaltades av konsistorium i Danzig; katolikerna tillhörde det gnesenska suffraganbiskopsstiftet Kulm
(biskopen residerade i Pelplin). Större delen av provinser löd under Oberlandesgericht i Marienwerder, med Landgerichte i Danzig, Elbing, Graudenz, Konitz
och Thorn.

## Näringsliv
Befolkningens huvudnäring var jordbruk. Av arealen var 54,4 procent åkermark, 0,6 procent trädgård, 13,5 procent ängsmark, 21,3 procent skog och 10,2 procent improduktiv mark. Till följd av den stenbundna grusmarken var jordbruket emellertid på det hela taget inte givande. Undantag finnas dock. Så lämnade i söder det s. k. Kulmerland med sina avlagringar efter en under istiden uppdämd sjö mycket fruktbar jordmån; där fanns ett rikt betodlingsdistrikt med det forna Tysklands största sockerfabrik. Bördig var även Weichsel-dalens botten mellan dalbranten och de konstgjorda fördämningarna. Enligt yrkesräkningen 1895 ägnade sig 54 procent av befolkningen åt jordbruk, endast 21,6 procent åt industri. De främsta odlingsprodukterna var råg, vete, potatis och sockerbetor; även korn, havre, raps, lin och tobak odlades.
Kreatursaveln var ganska ansenlig, särskild omsorg ägnades åt fårskötseln. Av naturliga skäl var Västpreussens industri knuten till Weichseldalen. Där låg de bördigaste landsträckorna, och där var den viktigaste trafikådran. Vid mynningen låg de båda främsta handels- och industristäderna, Danzig och Elbing, nära södra gränsen, även invid floden, Thorn.
Landet väster om Weichsel var till stor del beroende av skogarna för sitt näringsliv . Där bedrevs en livlig sågverksrörelse, även glasindustrin var utvecklad. Tegelbruken var många och hade gott material att bearbeta. Det fanns inget universitet i den forna provinsen Västpreussen, däremot grundlades 1904 en teknisk högskola i Danzig.

## Historia
Området var från 600-talet slaviskt men erövrades av Tyska orden 1309. Med undantag av de båda sydvästra kretsarna Deutsch Krone och Flatow, vilka hörde till det polska landskapet Kujavien, omfattade Västpreussen endast områden, som längre eller kortare tid tillhört Tyska orden, nämligen Pommerellen på vänstra samt Kulmerland och Pomesanien på högra sidan av Weichsel. Större delen av dessa landskap tillföll Polen genom den andra freden i Thorn (1466). Endast kretsen Rosenberg och den öster om Weichsel liggande delen av kretsen Marienwerder kvarstannade under ordensstaten och uppgick i hertigdömet, sedan 1701 konungariket Preussen.
Västpreussen har spelat en stor roll i Sveriges krigshistoria, i synnerhet under Gustav II Adolfs och Karl X Gustafs, men även under Karl XII:s (Thorn) tid, och 1629-35 ingick en del av detsamma, 1655-60 större delen (Danzig, Dirschau, Stuhm, Mewe, Graudenz, Konitz, Altmark, Marienburg, m. fl. orter) av detsamma i svenska generalguvernementet Preussen.
De andra delarna av provinsen kom nästan samtliga vid Polens första delning (1772) till Preussen, endast Danzig och Thorn först vid den andra delningen (1793). De båda senare städerna var 1807-13 åter skilda från Preussen. 1824 förenades Västpreussen med Ostpreussen till en provins och delades i två regeringsområden. Dock förmådde denna förening inte utjämna de genom den långa söndringen uppkomna olikheterna i politiskt och ekonomiskt hänseende. Västpreussen önskade ständigt att skiljas från Ostpreussen, och detta skedde trots Ostpreussens protester, genom lag av 19 mars 1877, som trädde i kraft l januari 1878.
Efter första världskrigets slut delades provinsen mellan Tyskland och Polen. Genom bestämmelserna i Versaillesfördraget 1919 skapades av huvudparten den Polska korridoren ned mot Östersjön. Till Tyskland kom endast de sydvästligaste delarna, framför allt kretsen Deutsch Krone, samt öster om Weichsel Elbing. En folkomröstning företogs i juli 1920 i kretsarna Marienburg, Marienwerder, Rosenberg och Stuhm (ett område, som inte avträddes till Polen 1466, utan bildade biskopsdömet Pomesanien, som senare kom till Preussen), varvid omkring 92 procent av befolkningen röstade för Tyskland, endast omkring 8 procent för Polen. Det blev Weichsels dalfåra, som på detta vis tillföll den nybildade polska staten, men fastän detta land sålunda fick tillträde till havet, kom det inte att äga någon verklig hamn vid detsamma, ty Elbing tillföll Tyskland, och av Danzig med närmast liggande område skapades en särskild fristat i tullunion med Polen under skydd av Nationernas förbund. Landet väster om Weichsel blev preussiska provinsen Grenzmark Posen-Westpreussen och återstoden öster om Weichsel införlivades med preussiska provinsen Ostpreussen.
Polen började dock en utbyggnad av den tidigare fiske- och kurorten Gdynia för att därigenom få en egen kuststad.
Vid Tysklands angrepp på Polen i september 1939 ockuperades västra Polen, däribland hela Västpreussen. Under den tyska ockupationen upprättades Reichsgau Danzig-Westpreußen på den gamla provinsens territorium.
Efter gränsomläggningen vid Jalta- och Potsdamkonferensen hamnade Ostpreussen öster om Oder-Neisse-linjen och den tyska befolkningen fördrevs efter krigsslutet. Sedan 1945 ingår området i Polen, där det delats upp mellan Pommerns vojvodskap, Kujavien-Pommerns vojvodskap och Storpolens vojvodskap. Den 7 december 1970 erkände Västtyskland slutligen genom Warszawafördraget officiellt gränsdragningen i samband med den nya Ostpolitik som Västtysklands dåvarande förbundskansler Willy Brandt drev vilket innebar avtal med Polen och DDR. I samband med den Tysklands återförening (1990) bekräftades på nytt Oder–Neisse-linjen inom ramen för två plus fyra-fördraget och snart därefter även i ett bilateralt avtal mellan Tyskland och Polen.